# Johann Arnold von Brand
Johann Arnold von Brand (* 1647 in Deventer; † 1691 in Duisburg) war ein deutscher Hochschullehrer, Jurist und Verfasser von Reiseberichten.

## Leben
Brand war Jurist und wirkte als Professor an der Universität Duisburg. Im Jahr 1673 gehörte er zu einer von Brandenburg nach Moskau entsandten Gesandtschaft, die versuchen sollte, eine Einigung Russlands, Polens und Brandenburg gegen die Türken zu erzielen. Er lernte in Moskau den aus Rostock stammenden Studenten Albrecht Dobbin kennen, der zuvor in Sibirien als gedient hatte. Von Dobbin erhielt er dessen Sibirienbericht Generale Beschreibung von Sibirien. Von Brand verarbeitete Dobbins Bericht und die eigenen Erfahrungen in einem jedoch erst 1702, nach seinem Tod, veröffentlichten Reisebericht. Dem Werk sind auch Stiche von Adam Olearius beigefügt.

## Werke
- Reisen durch die Mark Brandenburg, Preußen, Kurland, Livland, Pleskau, Groß-Naugardien, Twerien und Moskowien, 1702